# イミノクタジン
イミノクタジン（英: iminoctadine）は、グアニジン系殺菌剤の一種である。アルベシル酸塩及び酢酸塩の製剤が農薬として使用される。

## 歴史
イミノクタジンおよびその酸付加塩は、1964年にイギリスの Evans medical社により開発され、1970年に、当時その傘下にあったMurphy chemical社により日本に紹介された。その後、1972年にこの化合物の権利はスウェーデンのCasco Gard ABに譲渡された。Keno Gard ABは本化合物の有効基はグアニジノ基であると考え、高純度のイミノクタジンを経済的に合成することは困難であるとの判断から、反応中間体のポリアミンを含む混合物を非選択的にグアニジノ化したものの酢酸塩を、「グアザチン」（一般名）として麦の種子消毒剤、ジャガイモの塊茎消毒剤、柑橘やメロン等の貯蔵病害防止剤として商品化した。
日本では、1971年より大日本インキ化学工業が開発に着手。当初はMurphy chemical社あるいは権利を継承したKeno Gardの原体を輸入販売することを考えていたが、Keno Gardの原体は著しく効果が劣ることが明らかになり、多成分の混合物であることから残留試験にも影響が考えられた。大日本インキはKeno Gardに対し高純度品の共同開発を持ち掛けたが、採算面から拒否された。大日本インキはKeno Gardとの契約を解消し、独自に原体製造法を研究し、新たな分析方法と安価な触媒を見出したことから高純度品の工業生産が確立できた。1978年に創設された新農薬開発促進事業第1号の適用を受け、リンゴの腐らん病防除剤として開発が進められ毒性や土壌残留などの試験が行われた。1983年にイミノクタジン酢酸塩がリンゴ腐らん病、ブドウ晩腐病、柑橘貯蔵病害、麦の種子消毒、芝の葉枯病で農薬登録を受け、その後麦の雪腐病とリンゴの諸病害に適用範囲が拡大された。
イミノクタジンはグアニジノ基を二つ有する化合物であることから、陰イオン性の化合物とは容易に塩を形成し、他の薬剤との混合により凝集・沈殿を起こすことがあった。他の薬剤との混用性や、薬害の軽減、使用者に対する安全性の研究は継続され、1983年に脂肪酸との塩が、有効性を低下させることなく薬害が軽減することを見出した。イミノクタジンに対する感受性の高いダイズを指標作物として、脂肪酸、有機硫酸、有機スルホン酸、有機リン酸等との塩で薬害や急性毒性の試験が行われた。その結果、分子量が多くなるにつれ薬害が軽減させるが、ある限度を超えると薬害とともに効果も低下することが明らかになった。そこで、効果を落とさずに最も薬害を軽減でき、かつ生分解性の高い有機酸として、界面活性剤として広く使われている直鎖アルキルベンゼンスルホン酸（アルベシル酸）が選ばれた。1985年から、農薬登録に必要な有効性や毒性、薬害に関する試験が行われ、1993年8月に登録申請を行い、1994年11月に農薬登録を受けた。

## 作用機序と用途
生物活性は遊離塩基のイミノクタジンに基づき、リンゴの腐らん病や黒星病、ブドウの晩腐病や褐斑病、稲のいもち病やごま葉枯病、麦の赤カビ病や条斑病をはじめ、果実・野菜や稲、麦、茶などの病害に対し高い抗菌活性を示す。生育中のみならず、柑橘類の貯蔵病害にも有効である。
病原菌の生合成に対する作用について、放射性同位元素標識物質の取り込みによる検討では、イミノクタジンは、ナシ黒斑病菌の脂質画分におけるD-[U-14C]グルコース、[1-14C]酢酸、L-[メチル-14C]メチオニンの取り込みを顕著に抑制し、脂質の生合成に対する阻害作用がみられた。エルゴステロール生合成阻害剤（EBI）で処理した菌に蓄積する24-メチレンヒドラノステロールやフェコステロールは、イミノクタジンで処理した菌では蓄積がみられなかった。細胞膜機能のうち、細胞内成分の維持に対する作用をカリウムイオンの漏出をもとに検討したところ、胞子及び菌糸にイミノクタジンを作用させると多量のK+が速やかに漏出した。物質交換に対する作用をL-[U-14C]ロイシンの細胞内取り込みによって検討した結果では、蛋白質生合成阻害剤のシクロヘキシミドの存在下でモモ灰星病菌によるロイシンの取り込みを顕著に抑制する作用がみられた。これらのことから、イミノクタジンはEBIとは異なる脂質生合成系や細胞膜機能に作用すると考えられる。DNA、RNA、細胞壁の生合成系や呼吸系にはほとんど阻害作用を示さなかった。ベンゾイミダゾール系・ジカルボキシイミド系殺菌剤やエルゴステロール生合成阻害剤とは作用機序が異なるため、これらの薬剤の耐性菌にも使用できる。
アルベシル酸塩は酢酸塩に比べ薬害が軽減して広範な作物への使用が可能になり、急性経口・吸入毒性、目や皮膚への刺激性が軽減し使用者への安全性が向上したことに加え、不水溶性でイオン性が減少したため他の薬剤との併用が可能になった。酢酸塩は日本のほか韓国・台湾、アルベシル酸塩はアジアや中南米諸国で登録されているが、いずれもアメリカや欧州連合での登録はない。
酢酸塩の単剤は25%の液剤と3%の塗布剤、アルベシル酸塩は40%水和剤と30%フロアブルが登録され、数種の混合剤も登録されている。商品名には、「ベフドー」「ベフラン」（酢酸塩）、「ベルクート」（アルベシル酸塩）などがある。毒物及び劇物指定令第二条10の3に基づき、1,1'-イミノジ(オクタメチレン)ジグアニジン　（別名 イミノクタジン）及びその塩類を含む製剤は、含有量が3.5%以下のものまたは1,1'-イミノジ(オクタメチレン)ジグアニジンアルキルベンゼンスルホン酸を含有する製剤を除き、劇物に指定されている。